# 페넌트 (스포츠)

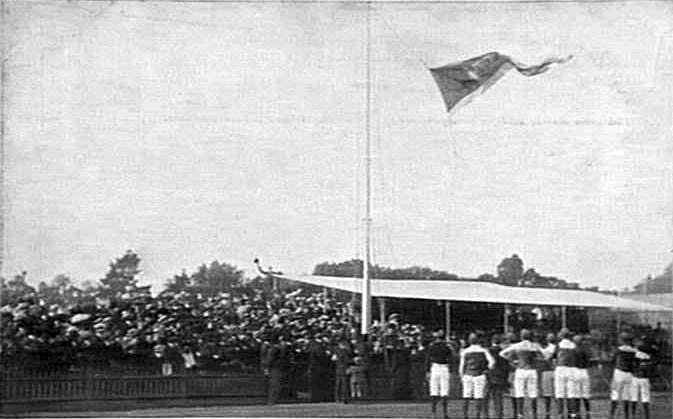
1907년, 전년도 빅토리안 풋볼 리그에서 최종 우승을 차지한 칼턴 풋볼 클럽이 시즌 첫 경기에서 우승 기념 깃발을 펼쳐 올리고 있다.

페넌트(pennant)는 좁고 기다란 삼각기를 의미하는데 여러 스포츠 종목에서 다양하게 사용된다.

## 축구
축구에서는 국가대표팀 경기 혹은 클럽 경기에서 양팀이 친선과 경기 기념을 위해 페넌트를 교환하는 오래된 전통이 있으며

이러한 전통이 정확히 언제부터 생겼는지는 불문명하지만, 1930년 FIFA 월드컵 당시 참가팀들도 페넌트를 교환하였다.

## 야구
메이저 리그 베이스볼에서는 내셔널 리그와 아메리칸 리그의 우승팀이 다는 깃발 내지는 그러한 경쟁이 벌어지는 대회 자체를 가리킨다. 1876년부터 1968년까지 미국의 프로 야구에서 리그의 최종 우승팀은 정규 시즌에서 최고의 성적을 거둔 팀의 차지였고, 페넌트 우승팀은 월드 시리즈에 진출할 수 있었다. 이러한 이유로 페넌트 레이스(pennant race)는 정규 시즌 말미를 의미했었는데, 1969년부터는 리그 챔피언십 시리즈가 신설되었다. 이후 페넌트 레이스는 월드 시리즈를 제외한 메이저 리그 베이스볼 포스트시즌를 가리킨다. 반면, KBO 리그에서는 정규 시즌을 가리킬 때 페넌트 레이스라는 단어를 사용한다.